# Příkop (válečnictví)

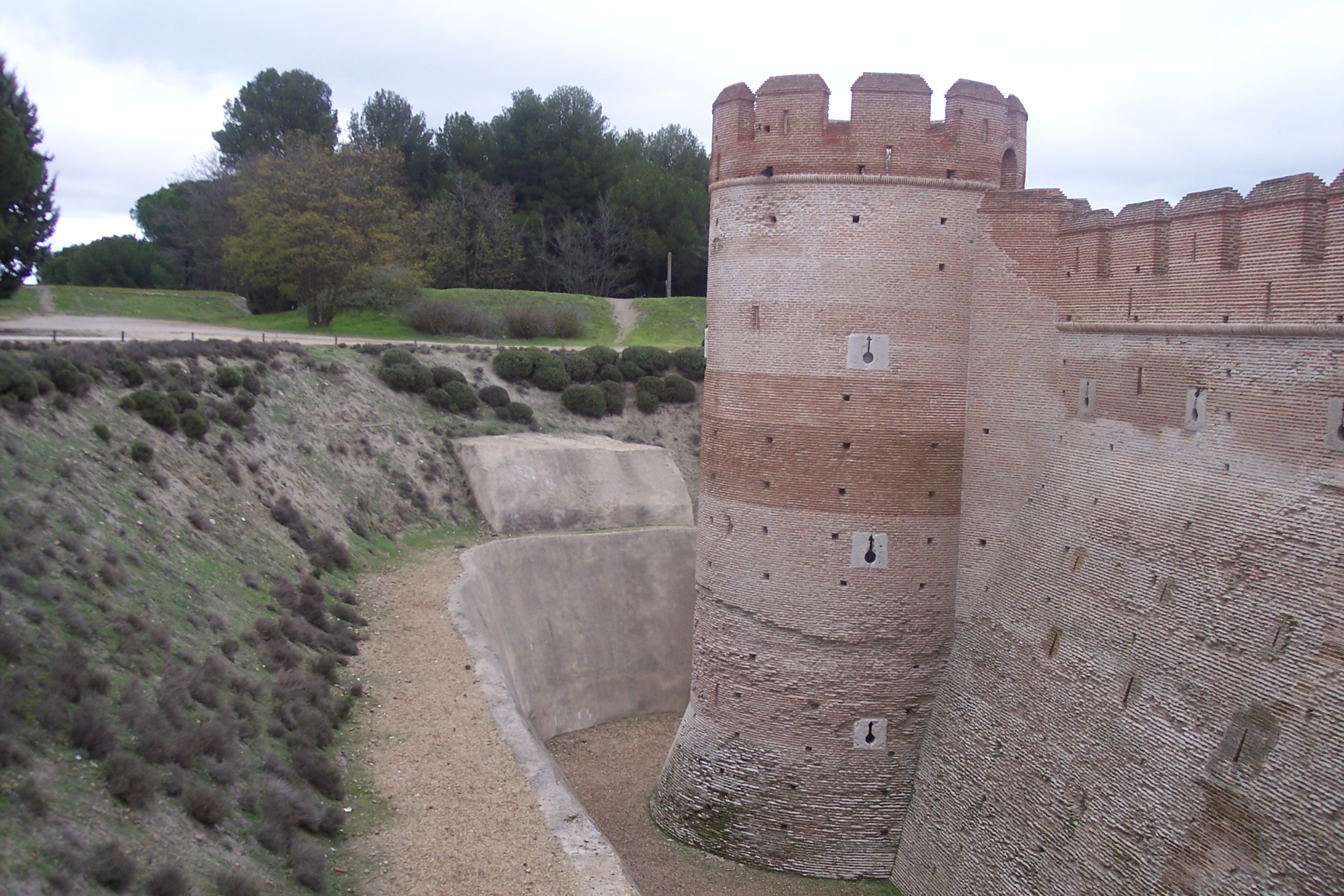
Příkop u hradu, Španělsko

Příkop je ve válečnictví podélná prohlubeň zbudovaná člověkem a používá se jako opevňovací prvek. Tvoří překážku pro postup útočníka, ať už samostatně či (častěji) v kombinaci s dalšími obrannými prvky. Ve středověku příkopy vylepšovaly obranné možnosti hradu. V nejdomyšlenějších variantách se spojovaly například s padacím mostem a bylo je možno zaplavit. V suchých příkopech byly občas chovány šelmy (např. medvědi), to však zpravidla až později a jejich funkce byla spíše dekorativní, popřípadě mohly ještě sloužit jako hlídači. V moderním válečnictví se používá budování tzv. protitankových příkopů jakožto překážky pro nepřátelskou pásovou a kolovou techniku.